# Выборы в Национальное собрание Республики Корея
Выборы в парламент Южной Кореи определяют состав парламента (Национального собрания) Республики Корея на ближайшие четыре года.
Выборы проводятся путём всеобщего равного, прямого и тайного голосования.
Быть избранным в Национальное собрание гражданин Республики Корея имеет право по достижении 25 лет. В соответствии с Законом об избрании публичных должностных лиц, голосовать могут все граждане от 19 лет. (Есть некоторые ограничения, которые почти одинаковы для активного и пассивного избирательных прав. Разница только в том, что лица с непогашенной судимостью не могут быть избраны.)

## Процедура

### Предвыборная кампания
Длительность официальной предвыборной кампании, установленная законом о выборах, небольшая — 14 дней. Как объясняется в книге Internet Election Campaigns in the United States, Japan, South Korea, and Taiwan, в Южной Корее на предвыборные кампании намеренно дали так мало времени (23 дня перед президентскими выборами и 14 дней перед выборами в Национальное собрание и региональными выборами) — сделано это было с целью «предотвратить чрезмерные расходы на длительные избирательные кампании и пагубные последствия от чересчур жарких выборов». С другой стороны, у такого решения есть и негативная сторона — это работает против новых малоизвестных кандидатов.

## Список выборов в парламент Южной Кореи
1. Выборы в Конституционную ассамблею Южной Кореи (1948)
2. Парламентские выборы в Южной Корее (1950)
3. Парламентские выборы в Южной Корее (1954)
4. Парламентские выборы в Южной Корее (1958)
5. Парламентские выборы в Южной Корее (1960)
6. Парламентские выборы в Южной Корее (1963)
7. Парламентские выборы в Южной Корее (1967)
8. Парламентские выборы в Южной Корее (1971)
9. Парламентские выборы в Южной Корее (1973)
10. Парламентские выборы в Южной Корее (1978)
11. Парламентские выборы в Южной Корее (1981)
12. Парламентские выборы в Южной Корее (1985)
13. Парламентские выборы в Республике Корея (1988)
14. Парламентские выборы в Республике Корея (1992)
15. Парламентские выборы в Республике Корея (1996)
16. Парламентские выборы в Республике Корея (2000)
17. Парламентские выборы в Республике Корея (2004)
18. Парламентские выборы в Республике Корея (2008)
19. Парламентские выборы в Республике Корея (2016)
20. Парламентские выборы в Республике Корея (2020)
21. Парламентские выборы в Республике Корея (2024)